# Mohammed El Senussi
Muhammad al-Sanussi, estesamente Sayyid Muhammad al-Rida ibn Sayyid Hasan al-Rida al-Mahdi al-Senussi (in arabo محمد سيد آل رضا بن السيد الحسن الرضا المهدي السنوسية‎?) (Tripoli, 20 ottobre 1962), è il figlio secondogenito del deposto Sayyid Hasan I di Libia e della regina consorte Fawzia bint Tahir Bakir.
È considerato dai monarchici libici il legittimo erede della Real Casa Senussi di Libia. Eredità, questa, rivendicata anche dal suo lontano parente Idris al-Senussi. Tuttora guida a Londra l'Unione Costituzionale Libica, il partito politico monarchico libico in esilio.

## Biografia

### Giovinezza ed educazione
Il 1º settembre 1969 il capitano Muʿammar Gheddafi rovesciò suo padre, Sayyid Hasan I, nipote di re Idris I di Libia, che aveva da poco abdicato. Gheddafi arrestò la famiglia reale e la tenne agli arresti domiciliari. Nel 1982 la loro casa fu distrutta e si trasferirono in una capanna sulla spiaggia. Nel 1988 ottennero il permesso di emigrare nel Regno Unito.
Muhammad al-Sanussi ha studiato nel Regno Unito. Il 18 giugno 1992 è stato nominato dal padre suo successore come principe reggente e capo della Real Casa di Libia.

### Attività politica
Nel corso delle proteste libiche del 2011 al-Sanussi ha parlato pubblicamente a sostegno dei manifestanti. Ha inviato il suo cordoglio "agli eroi che hanno dato la vita, uccisi dalle forze brutali di Gheddafi" e ha invitato la comunità internazionale "ad interrompere ogni forma di sostegno al dittatore, con effetto immediato". Il 24 febbraio 2011 ha rilasciato un'intervista ad Al Jazeera English nella quale invitava la comunità internazionale ad aiutare a rimuovere Gheddafi dal potere e fermare il continuo "massacro". A chi ha parlato di guerra civile, ha risposto che "il popolo libico e le tribù si sono dimostrati uniti". Interrogato su quale forma potrebbe avere un ipotetico nuovo governo e se la costituzione monarchica del 1951 potrebbe essere rispolverata, ha risposto che tali domande sono "premature e che su certe questioni deciderà il popolo libico", aggiungendo che per ora la priorità è fermare il "massacro di persone innocenti". Alla domanda riguardante il suo desiderio di tornare in Libia ha risposto: "La famiglia Senussi si considera al servizio del popolo libico".

## Ascendenza
|                                                               |           |                                            | Genitori           |  |  | Nonni |  |  | Bisnonni                                                                   |  |  | Trisnonni                                                                                        |  |
|                                                               |           |                                            |                    |  |  |       |  |  | Sayyid Muhammad al-Mahdi bin Sayyid Muhammad al-Sanussi, II Grande Sanussi |  |  | Sayyid Muhammad bin Ali al-Sanussi al-Khattabi al-Mujahiri al-Idrisi al-Hasani, I Grande Sanussi |  |
|                                                               |           |                                            |                    |  |  |       |  |  | Sayyid Muhammad al-Mahdi bin Sayyid Muhammad al-Sanussi, II Grande Sanussi |  |  | Sayyid Muhammad bin Ali al-Sanussi al-Khattabi al-Mujahiri al-Idrisi al-Hasani, I Grande Sanussi |  |
|                                                               |           | Fatima bint Ahmad bin Farajallah al-Fituri |                    |  |  |       |  |  | Sayyid Muhammad al-Mahdi bin Sayyid Muhammad al-Sanussi, II Grande Sanussi |  |  |                                                                                                  |  |
| Sayyid Muhammad al-Rida Pasha, Principe della Corona di Libia |           |                                            |                    |  |  |       |  |  | Sayyid Muhammad al-Mahdi bin Sayyid Muhammad al-Sanussi, II Grande Sanussi |  |  |                                                                                                  |  |
|                                                               |           | Aisha bint Muqarrib al-Barasa              | Muqarrib al-Barasa |  |  |       |  |  |                                                                            |  |  |                                                                                                  |  |
|                                                               |           | Aisha bint Muqarrib al-Barasa              | Muqarrib al-Barasa |  |  |       |  |  |                                                                            |  |  |                                                                                                  |  |
|                                                               |           | Aisha bint Muqarrib al-Barasa              | …                  |  |  |       |  |  |                                                                            |  |  |                                                                                                  |  |
| Sayyid Hasan al-Senussi, Principe della Corona di Libia       |           | Aisha bint Muqarrib al-Barasa              |                    |  |  |       |  |  |                                                                            |  |  |                                                                                                  |  |
|                                                               |           | N. al-Fallatiyya                           | N. al-Fallatiyya   |  |  |       |  |  |                                                                            |  |  |                                                                                                  |  |
|                                                               |           | N. al-Fallatiyya                           | N. al-Fallatiyya   |  |  |       |  |  |                                                                            |  |  |                                                                                                  |  |
|                                                               |           | N. al-Fallatiyya                           | …                  |  |  |       |  |  |                                                                            |  |  |                                                                                                  |  |
| Imbaraika al-Fallatiyya                                       |           | N. al-Fallatiyya                           |                    |  |  |       |  |  |                                                                            |  |  |                                                                                                  |  |
|                                                               |           | …                                          | …                  |  |  |       |  |  |                                                                            |  |  |                                                                                                  |  |
|                                                               |           | …                                          | …                  |  |  |       |  |  |                                                                            |  |  |                                                                                                  |  |
|                                                               |           | …                                          | …                  |  |  |       |  |  |                                                                            |  |  |                                                                                                  |  |
| Mohammed al-Senussi                                           |           | …                                          |                    |  |  |       |  |  |                                                                            |  |  |                                                                                                  |  |
|                                                               | Sheikh N. | Sheikh N.                                  |                    |  |  |       |  |  |                                                                            |  |  |                                                                                                  |  |
|                                                               | Sheikh N. | Sheikh N.                                  |                    |  |  |       |  |  |                                                                            |  |  |                                                                                                  |  |
|                                                               | Sheikh N. | …                                          |                    |  |  |       |  |  |                                                                            |  |  |                                                                                                  |  |
| Sheikh Tahir Bakir, Governatore di Tripolitania               | Sheikh N. |                                            |                    |  |  |       |  |  |                                                                            |  |  |                                                                                                  |  |
|                                                               |           | …                                          | …                  |  |  |       |  |  |                                                                            |  |  |                                                                                                  |  |
|                                                               |           | …                                          | …                  |  |  |       |  |  |                                                                            |  |  |                                                                                                  |  |
|                                                               |           | …                                          | …                  |  |  |       |  |  |                                                                            |  |  |                                                                                                  |  |
| Sheikha Fawzia bint Tahir                                     |           | …                                          |                    |  |  |       |  |  |                                                                            |  |  |                                                                                                  |  |
|                                                               |           | …                                          | …                  |  |  |       |  |  |                                                                            |  |  |                                                                                                  |  |
|                                                               |           | …                                          | …                  |  |  |       |  |  |                                                                            |  |  |                                                                                                  |  |
|                                                               |           | …                                          | …                  |  |  |       |  |  |                                                                            |  |  |                                                                                                  |  |
| …                                                             |           | …                                          |                    |  |  |       |  |  |                                                                            |  |  |                                                                                                  |  |
|                                                               |           | …                                          | …                  |  |  |       |  |  |                                                                            |  |  |                                                                                                  |  |
|                                                               |           | …                                          | …                  |  |  |       |  |  |                                                                            |  |  |                                                                                                  |  |
|                                                               |           | …                                          | …                  |  |  |       |  |  |                                                                            |  |  |                                                                                                  |  |
|                                                               |           | …                                          |                    |  |  |       |  |  |                                                                            |  |  |                                                                                                  |  |